# Gavlerinken Arena
Gavlerinken Arena – wcześniej Gavlerinken i Läkerol Arena. Kryte lodowisko położone w Gävle, na którym swoje mecze rozgrywa drużyna hokejowa SHL – Brynäs IF. Obiekt powstał w 1967 roku i może pomieścić 7 909 widzów.